# 谍影重重系列小说
谍影重重系列小说（又稱谍影重重三部曲）是美國驚悚小說作家羅勃·陸德倫於1980年代所寫的膾炙人口小說系列，共有三部作品。主要描寫男主角傑森·包恩，在得到失憶症之後找尋記憶並且終結一切的驚悚故事。后来陆德伦死后，他的昔日好友艾瑞克·范·路斯坦贝德续写了该系列的新作。
其實該小說原作者陸德倫只打算寫做三部曲，將傑森·包恩的故事於第三部小說中通通交代清楚，不過後來陸德倫死後，陸德倫的律師找上了陸德倫昔日好友艾瑞克·范·路斯坦貝德，希望路斯坦貝德續寫該系列新作，後來他也的確於2004年出版了神鬼認證系列新作，不過評價並不高。

## 情节
故事主線環繞在一名身受槍傷的年輕人，在被救活後發現自己得到了失憶症，但是他有著高度的防禦能力以及搏鬥技巧。之後到找到了自己的名字為傑森·包恩，但是他發現有個殺手名為卡洛斯卻一心一意想要追殺他，於是故事主線纏繞在這兩人的對決，以及包恩的感情世界。包恩與當初被他挾持為人質的加拿大經濟學家瑪莉·聖雅各結婚生子，只是故事最終還是得要歸回於包恩與卡洛斯的對決，最後傑森·包恩找回了他的記憶，並且解決了多年來威脅他的卡洛斯，與妻子一起回歸正常的生活。

## 人物
- 主要角色

| 角色                              | 簡介 |
| 傑森·包恩 Jason Bourne            | 個性暴力、心思縝密，是一名叢林中的變色龍，全世界最頂尖的諜報員，是大衛·韋伯體內中的暴力人格。           |
| 大衛·韋伯 David Webb              | 溫柔體貼、心思細膩，是一名研究遠東的大學語言學者兼教授，精通多種遠東方言，是大衛·韋伯體內中的善良人格。 |
| 瑪莉·聖雅各 Marie St. Jacques     | 美麗體貼、智慧聰明，是一名前加拿大經濟學家，後來在遇到了包恩/韋伯之後嫁給了包恩/韋伯。                  |
| 亞歷山大·康克林 Alexander Conklin | 個性冷酷，是一名傑出的戰略家，後來在戰場上炸斷了一條腿後，退居幕後成為了一名情報員，是包恩的好朋友。    |
| 莫瑞·潘諾夫 Morris Panov          | 包恩/韋伯的心理醫師，是一名猶太裔的美國人，是瑪莉以及包恩/韋伯的好朋友，同時也是康克林的舊識。          |
| 豺狼卡洛斯 Carlos The Jackal      | 真名為伊里奇·拉米瑞茲·桑奇士，歐洲第一殺手，擁有龐大的組織，終極目標是殺死傑森·包恩。                   |

- 次要角色

| 角色                            | 簡介 |
| 喬福瑞·華許本 Geoffrey Washburn | 黑港島上一名英國籍的醫師，酗酒成性、個性古怪，是包恩的救命恩人，也是與包恩同住了六個多月的人。               |
| 大衛·艾伯特 David Abbott        | 踏腳石行動創辦人，傑森·包恩角色的創辦者，綽號「啞僧」。                                                      |
| 高登·韋伯 Gordon Webb           | 包恩的親生弟弟，曾經於梅杜莎時期遭到越共綁架，後來被包恩營救，最後與艾伯特於絆腳石大樓遭到卡洛斯的手下殺害。 |
| 菲力普·戴仇 Phillip D'Anjou     | 包恩梅杜莎時期老戰友，主要在神鬼疑雲中出現，後來為了包恩犧牲自己的生命，使的包恩相當耿耿於懷。               |
| 強尼·聖雅各 John St. Jacques    | 瑪莉的弟弟，經營加勒比海靜謐島渡假村，相當尊敬他的姊夫大衛/傑森。                                            |
| 狄米崔·克魯金 Dimitri Krupin    | KGB巴黎幹員，康克林的舊識，與包恩合作追蹤卡洛斯，常被康克林戲稱「克魯屁」。                                  |
| 傑米·韋伯 Jamie Webb            | 大衛與瑪莉的第一個孩子，在神鬼通牒中約莫5歲多。                                                              |
| 艾莉森·韋伯 Alison Webb         | 大衛與瑪莉的第二個孩子，在神鬼通牒中約莫8個月大，尚在襁褓中。                                                |

## 組織
- 「老叟軍團」

小說中較大的組織就是卡洛斯底下的軍團，卡洛斯擁有大批為他效忠的人，而且大部分都是上了年紀的老人，彼此都有眼線遍佈全歐洲，總部位在巴黎。另外卡洛斯也常滲透至許多機密性機構，另如警政廳、移民署、KGB、大使館等等。組織裡的人都相當的佩服卡洛斯，因為卡洛斯總是不吝嗇的提供報酬，但是要是任務曝光或是失敗，相對的卡洛斯就會取下洩密者的命，這組織還有一個相當恐怖的習慣，卡洛斯與底下的殺手都非常殘酷的將子彈射入被害人的喉嚨，可說是卡洛斯一貫的作風。
- 「踏腳石七一」

小說中的踏腳石七一大樓位於紐約71街140號，擁有相當嚴格的防衛系統，只有少數幾人，包括啞僧、戈登·韋伯、康克林等一些人知道，傑森·包恩是此行動的唯一幹員，後來卡洛斯則是透過華盛頓被收買的高官得知了踏腳石七一的地點，踏腳石行動人員遭到殺害，僅剩剩下的四個人依然得知踏腳石七一地點，但是必須終結掉踏腳石七一，因為他們認為是包恩窩裡反殺害了踏腳石七一長官。